# ジェニー達の肖像
『ジェニー達の肖像』（ジェニーたちのしょうぞう、正式名称『Portraits of 'Jennie'』）は写真家・力武靖による少女ヌード作品の集大成として、これらの作品の発売等を禁止する目的を持つ児童買春、児童ポルノに係る行為等の処罰及び児童の保護等に関する法律の施行に先立って1998年8月1日に出版された全7巻の写真集である。全巻オールカラー、各160ページ。

## 概要
それまでに出版された写真集、モデルの全てを収録しているわけではないが、全巻で約160人（重複含む）にのぼる少女モデルをまとめており、雑誌の形態をとっていた清岡純子の『プチトマト』などを除けば屈指の数を揃えたものといえる。なお、収録されている写真（ヌード写真）は、必ずしも過去に発表されたものとは限らず、中には諸事情からビデオのみ販売され、出版に到らなかった作品も存在する。
それぞれの巻は一部の例外を除いて撮影時のモデルの年齢別でまとめられており、第1巻が10歳～11歳、第2巻が12歳、第3巻が12歳～13歳、第4巻は13歳～14歳、第5巻と第6巻は14歳、第7巻は15歳～17歳となっている。これはおおよそ、第1巻が小学5年生、第2巻が小学6年生、第3巻が中学1年生、第4巻が中学2年生、第5巻と第6巻が中学3年生、第7巻が高校生といった具合に見ることができる。小森亜紀子（14歳）、天本久美（13歳）は第1巻に収録されているが、これは出典がそれぞれ妹の小森裕子（10歳）、天本留美（11歳）とのペアヌードによる作品であったことによるものである。
法規制による禁止に対して、諸作品の保存を主眼においたものであり、それまでの力武の写真集にあったようなカラー写真の表紙を使わず、全てに傷みにくい中性紙を採用するなどの拘りを見せた。ロリコンショップ・ペペによる独占販売であり、各12,000円、7巻セットでは70,000円、発行後しばらくしてからは、よりどり3巻30,000円でも販売された。

## 購買者の反応
上述のように非常に高価な販売価格ではあったが、法施行に伴うペペのリニューアル前には既に完売に到った。しかし、最高年齢である第7巻は比較的あとまで残る傾向も見られた。力武は法施行後に「ファンは実年齢よりもその少女性やワレメが重要であると考えているので、法律による悩みはそれほどではなかった」と述懐しているが、当時の市場動向を踏まえると、力武が実際にそのように考えていたか如何に関わらず、必ずしも彼の顧客はそうした点に重きを置いていたとは言いがたい。
この現象は、第7巻が高校生程度の年齢であることを思えば、「女子高生はロリータとは言えない」という読者の声をまさに具象化したものであったとも解釈できる。
また、14歳の写真をまとめたものは第4巻～第6巻の3冊を占めているが、単に力武作品のモデルがその年代に集中していたことに留まらず、当時コアマガジンから発行されていたロリコン向け隔月刊誌『アリス・クラブ』でも、読者アンケートの結果としてこの年齢が最も人気があったとされたが、こうしたニーズを考慮したものとも考えられ、力武のコメントには疑問も残ると思われる。

## タイトルの由来
『ジェニー達の肖像』というタイトルは、ロバート・ネイサン（1894年 - 1958年）の著作である『ジェニーの肖像』（原題『Portrait of Jennie』）に由来する。主人公である画家イーベンは少女ジェニーと出会い、彼女のスケッチを描く。しかし時は訪れ、彼女は彼のもとから去ってしまう。イーベンの手元には、彼女を描いたスケッチだけが残された。
即ち本項における「ジェニー達」とは、これまで力武が出会ってきた無数の少女たちのことである。本作は児童買春、児童ポルノに係る行為等の処罰及び児童の保護等に関する法律の施行に伴い、二度と出会うことのなく消え去ってゆく少女たちの姿を収めた無数のスケッチ帳という意味を込めたものであることを詠っていると言え、感傷的な力武の心情を物語っているともいえる。

## 書籍一覧
- 『Portraits of 'Jennie' 1』（ジェニー達の肖像1） ISBN 4-915979-16-4
- 『Portraits of 'Jennie' 2』（ジェニー達の肖像2） ISBN 4-915979-17-2
- 『Portraits of 'Jennie' 3』（ジェニー達の肖像3） ISBN 4-915979-18-0
- 『Portraits of 'Jennie' 4』（ジェニー達の肖像4） ISBN 4-915979-19-9
- 『Portraits of 'Jennie' 5』（ジェニー達の肖像5） ISBN 4-915979-20-7[注釈 2]
- 『Portraits of 'Jennie' 6』（ジェニー達の肖像6） ISBN 4-915979-21-5[注釈 2]
- 『Portraits of 'Jennie' 7』（ジェニー達の肖像7） ISBN 4-915979-22-3[注釈 2]

## スタッフ
- 撮影：力武靖
- 協力：株式会社リップス／田中一雄
- 助手：石坂裕美、内村昭芳、大倉孝文、佐々木玲子、佐藤勉、清水満、篠原茜、トニー坂口、吉川しゅん
- メイク：REE、鶴牧琴子、佐々木玲子、松下直、桑原美穂子、土屋美恵子
- 装丁：青山リエ
- 編集：スタジオR
- 発行人：力武靖
- 発行所：有限会社力武靖写真事務所
- 印刷・上製本：有限会社スリーエムサービス

## 収録一覧
以下の年齢は全て『ジェニー達の肖像』において記載されているものである。なお、出典とは表記されている年齢に違いの見られるものもあるという点を付記しておく。順にモデルの名前、年齢、出典初版の発行年月、出典著書名。モデルは各巻における収録順で、同巻内での重複は一つにまとめた。

### ジェニー達の肖像1
- 上村綾子

10歳、1996年3月、「星と月に託して」
- 小森裕子

10歳、1995年12月、「仲良くしてね」
- 小森亜紀子

14歳、1995年12月、「仲良くしてね」
- 小林愛

10歳、1996年4月、「急がないでね」
- 竹内雅代

10歳、1995年7月、「思い出の滴たち」
- 藤田ミキ

10歳、1995年7月、「思い出の滴たち」
- 近藤悦子

11歳、1995年7月、「思い出の滴たち」
- 天本留美

11歳、1996年2月、「樫の木の下で」
- 天本久美

13歳、1996年2月、「樫の木の下で」
- 久保田京子

11歳、1996年、「きっと誓うから」
- 榎本亜由美

11歳、1997年、「そっと小指で」
- 水野沙織

11歳、1997年3月、「エメラルド001」
- 成瀬明美

11歳、1997年3月、「エメラルド001」
- 千島純

11歳、未発表、「ボーイ?」
- 小西美幸

11歳、未発表、「ニューフェース」
- 植野夏美

11歳、未発表、「ニューフェース」
- 西村理香

10歳、1994年6月、「目覚める前に」
11歳、1998年1月1日、「SIX YEARS 11・12」

### ジェニー達の肖像2
- 山下亜利沙

12歳、1991年4月、「いつか君と」
12歳、1991年9月、「いつか君とII」
- 加納ひろみ

12歳、1992年12月、「独りにしないで」
- 矢ヶ部万里

12歳、1993年8月、「時が戻せたなら」
- 磯野祥子

12歳、1994年4月、「何でもないよ」
- 有村琴美

12歳、1994年5月、「よそ見はしないで」
- 三浦佳代子

12歳、1995年2月、「とまどいの中で」
- 柴崎和美

12歳、1995年10月、「だけどいいよ…」
- 倉本菜奈

12歳、1996年3月、「夢のドアを叩いて」
- 望月佳奈子

12歳、1996年2月、「吐息を運んで」
- 海野雅代

12歳、1996年7月／未発表、「ちょっとだけよ」
- 大野春江

12歳、1996年9月、「逢えない時は」
- 岡本千絵

12歳、1996年9月、「逢えない時は」
- 石井幸

12歳、1996年、「心を着替えて」
- 坂井洋子

12歳、1997年、「風の中、空の下で」
- 柿崎愛子

12歳、1997年2月、「ルビー001」
- 山本麻美

12歳、未発表、「この星のどこかで」
- 近藤佳乃

12歳、1997年7月、「ターザン」
- 塚本春奈

12歳、未発表、「ニューフェース」
- 吉野なるみ

12歳、未発表、「ニューフェース」
- 森口昌代

12歳、未発表、「ニューフェース」

### ジェニー達の肖像3
- 安澤清美

12歳、未発表、「ニューフェース」
- 西尾優子

12歳、未発表、「ニューフェース」
- 飯塚京子

13歳、未発表、「ニューフェース」
- 新井真美

12歳、未発表、「恋人未満」
- 天本久美

13歳、未発表、「恋人未満」
- 小森香織

13歳、1991年6月、「夢で逢えたら」
- 池田繭子

13歳、1991年7月、「いたいけな瞳」
13歳、1993年4月、「いたいけな瞳II」
- 高橋千絵

13歳、1991年1月、「高橋千絵13歳」
- 林昌子

13歳、1991年2月、「見せてあげる」
- 杉山いずみ

13歳、1991年1月、「秘密の恋人」
- 紺野由紀子

13歳、1992年4月、「夢を信じて…」
- 雨宮夕貴

13歳、1988年11月、「秘密の迷宮」
- 山下亜利沙

13歳、1993年9月、「いつか君とIII」
- 井上恭子

13歳、1993年12月、「視線の香り」
- 相川夏美

13歳、1994年3月、「いつまでもそのままで」
- 榊原珠美

13歳、1994年5月、「青空のある限り」
- 天野美由紀

13歳、1994年8月、「迎えに来てね」
- 小林留美子

13歳、1994年11月、「ちゃんと教えて」
- 佐藤麻美

13歳、1994年12月、「夏への扉」
- 並木あずさ[注釈 6]

13歳、1995年3月、「今日だけの本当」
- 岸田佐和子

13歳、1995年6月、「もしも一度だけ」

### ジェニー達の肖像4
- 篠宮紀美子

13歳、1996年、「虹を見たかい」
- 中川ともみ

13歳、1996年5月、「思い出に手を振って」
- 内山美佐

13歳、1996年、「遠くに思える夜も」
- 古川舞

13歳、1997年1月、「名もない時を抜けて」
- 今関翔子

13歳、1996年7月、「見返り少女」
- 野村千代子

13歳、1996年6月、「もっと見つめて」
- 西野春名

13歳、1995年9月、「ピクニック」
- 久内いずみ

13歳、1995年9月、「ピクニック」
- 水野陽子

14歳、1995年9月、「ピクニック」
- 遠藤今日子

13歳、1995年11月、「まぶしい程に」
- 浅津美佳

13歳、1995年8月、「今は遠くても」
- 千葉かおる

13歳、1997年1月、「一つ時の二つ夢」
- 大竹はるか

14歳、1997年1月、「一つ時の二つ夢」
- 手塚貴美子

13歳、1997年6月、「サファイア001」
- 石田亜矢子

13歳、1997年、「ルビー002」
- 内藤志穂

13歳、未発表、「美少女解剖図鑑」
- 藤田未来

13歳、未発表
- 鈴木望美

13歳、未発表
- 辺見尚子

13歳、未発表、「ニューフェース」
- 西村理香

13歳～14歳、1998年1月1日、「SIX YEARS 13・14」

### ジェニー達の肖像5
- 森下みゆき

14歳、未発表、「ニューフェース」
- 野中ミホ

14歳、1989年、「野中ミホ14歳」
- 浅野エリ

14歳、1989年、「浅野エリ14歳」
- 金子千草

14歳、1989年、「微熱の季節」
- 小片まき

14歳、1990年、「午後のミルク時間」
- 岩本まどか

14歳、1991年、「果実物語」
- 内田ユカ

14歳、1992年1月、「14歳の誘惑」
- 大原由美子

14歳、1991年11月、「甘い躾糸」
- 加瀬まどか

14歳、1991年10月、「夢のつづき」
- 栗田あゆみ

14歳、1992年3月、「柔らかな宝石」
- 今井友佳里

14歳、1992年5月、「心の中で…」
- 石川奈緒美

14歳、1992年6月、「ここにおいで…」
- 沢田ひろみ

14歳、1992年8月、「ふたりの約束」
- 岡田しずか

14歳、1992年8月、「ふたりの約束」
- 斉藤有子

14歳、1992年9月、「今は言わないで」
- 篠原茜

14歳、1992年10月、「ちょっと待ってて」
14歳、1993年6月、「篠原茜14歳」
- 松本さやか

14歳、1992年11月、「いつか何処かで」
- 杉山いずみ

14歳、1993年1月、「杉山いずみ14歳」
- 浅田葉子

14歳、1992年12月、「夢の谷間で…」
- 中村麻奈美

14歳、1993年3月、「中村麻奈美14歳」
- 平田早苗

14歳、1993年3月、「そっと優しく…」
- 小田久美子

14歳、1993年5月、「いつも一緒に」
- 岸本江理子

14歳、1993年7月、「月が昇る前に」
- 野村鮎美

14歳、1993年8月、「このままずっと」
- 杉山いずみ

14歳、1993年9月、「忘れないでね」
- 河原小百合

14歳、1993年10月、「想いのままに」
- 南沢ふみえ

14歳、1993年10月、「雨に咲く白い花」
- 佐藤清美

14歳、1993年11月、「温かな輪郭」
- 安田遥

14歳、1993年11月、「夢に還って」
- 加藤真由美

14歳、1994年1月、「はなれていても」
- 芳本美知子

14歳、1994年1月、「いつか夢みて」

### ジェニー達の肖像6
- 斉藤真紀

14歳、1994年2月、「あなただけに」
- 谷口由香

14歳、1995年4月、「あの日の秘密」
- 小林貴子

14歳、1994年2月、「夢の彼方で」
- 篠原茜

14歳、1994年4月、「許してあげる」
- 牧原香織

14歳、1994年5月、「瞳に映して」
- 早川理央

14歳、1994年7月、「いたずらな天使」
- 宮本裕子

14歳、1994年7月、「ひとりぽっちの夏休み」
- 白石ひかり

14歳、1994年8月、「時の隙間で」
- 坂本文恵

14歳、1994年9月、「風に抱かれて」
- 立花郁美

14歳、1994年10月、「午後の光の中で」
- 森川純子

14歳、1995年1月、「願いを込めて」
- 太田裕子

14歳、1994年11月、「いけない約束」
- 香坂みく

14歳、1995年3月、「静かな温もり」
- 伊藤裕美香

14歳、1994年11月、「夢より素敵な」
- 石田さおり

14歳、1994年11月、「夢より素敵な」
- 塚本恵

14歳、1995年1月、「胸の奥まで」
- 田代ゆかり

14歳、1995年9月、「好きだから」
- 湯沢厚子

14歳、1995年8月、「夢心地」
- メアリー直子渡辺

14歳、1995年6月、「せせらぎに揺られて」
- 大野弥生

14歳、1995年11月、「一秒の中の永遠」
- 中山みずえ

14歳、1995年6月、「誰よりも深く」
- 栗林美紀

14歳、1995年12月、「すり抜ける風に」
- 市川美鈴

14歳、1996年1月、「新しい季節に」
- 大森安代

14歳、1997年2月、「すべては夢の中に」
- 野村美香

14歳、未発表、「ニューフェース」
- 佐藤瑞季

14歳、未発表、「ニューフェース」
- 島澤智子

14歳、未発表、「サバイバル」
- 藤田未来

14歳、未発表、「サバイバル」
- 西川めぐみ

14歳、未発表、「ニューフェース」

### ジェニー達の肖像7
- 飯野秋穂

15歳、未発表、「ニューフェース」
- 清原ゆき

15歳、1990年12月、「いたずらな妖精」
- 美保ゆうこ

15歳、1991年3月、「一人遊びの午後」
- 河合紀子

15歳、1996年、「限りなく響かせて」
- 平田早苗

16歳、1994年3月、「そっと優しくII」
- 小嶋しのぶ

16歳、1992年2月、「いつか会えたら」
16歳、1992年8月、「いつか会えたらII」
- 小野寺ひろみ

16歳、1993年2月、「いつかふたりで」
- 鈴木陽子

16歳、未発表、「ニューフェース」
- 倉田ちとせ

16歳、1996年3月、「はずむ想いに」
- 村上愛

16歳、1994年12月、「誰も知らない場所で」
- 畑山知子

16歳、未発表、「ニューフェース」
- 横山美律子

16歳、未発表
- 西村理香

15歳～16歳、1998年1月1日、「SIX YEARS 15・16」
- 福田里美

16歳、未発表、「ニューフェース」
- 大野弥生

16歳、未発表
- 小川咲恵子

16歳、未発表、「ニューフェース」
- 蛭田みずえ

16歳、未発表、「ニューフェース」

## 参考資料
- 力武靖 撮影『百万レムの視線』有限会社力武靖写真事務所、1997年1月1日。ISBN 4-915979-10-5。